# VIII. sjezd KSČ
VIII. sjezd KSČ byl sjezd Komunistické strany Československa konaný roku 1946.
Sjezd se odehrával ve dnech 28. – 31. března 1946. Konal se v Praze. Účastnilo se ho 1166 delegátů, kteří zastupovali 1 081 544 tehdejších členů KSČ. Předsedou strany byl zvolen Klement Gottwald, generálním tajemníkem Rudolf Slánský, předsedou Ústřední revizní komise se stal Josef Štětka. Sjezd zvolil 101 členů a 33 náhradníků Ústředního výboru Komunistické strany Československa. Sjezd se konal krátce před parlamentními volbami roku 1946 a šlo o poslední sjezd KSČ před převzetím moci v únoru 1948.